# 1941 في العراق
فيما يلي قوائم الأحداث التي وقعت خلال عام 1941 في العراق.

## سياسة

### تعيين في المنصب
- 3 فبراير – طه الهاشمي رئيس وزراء العراق.
- 12 أبريل – محمد علي محمود وزير الأشغال والنقل.

### انتهاء فترة المنصب
- 13 أبريل – طه الهاشمي رئيس وزراء العراق.
- 29 مايو – محمد علي محمود وزير الأشغال والنقل.

## مواليد

### يناير
- 1 يناير – إبراهيم الزبيدي
- 1 يناير – حارث الضاري
- 1 يناير – حميد عريبي درّاج طريق عراقي.
- 1 يناير – محمود منعم درّاج طريق عراقي.

### يوليو
- 1 يوليو – سنان الشبيبي
- 1 يوليو – مار نرسي توما قس عراقي.
- 2 يوليو – أحمد حسين خضير سياسي عراقي.

### سبتمبر
- 23 سبتمبر – عدنان خير الله وزير دفاع عراقي سابق.

### أكتوبر
- 11 أكتوبر – إدموند ليفي قاضي إسرائيلي.

### نوفمبر
- 5 نوفمبر – جورج آرتين درّاج طريق عراقي.
- 13 نوفمبر – رؤوف رشيد عبد الرحمن
- 23 نوفمبر – كوركيس الثالث صليوا كاهن عراقي.
- 30 نوفمبر – علي حسن المجيد سياسي عراقي.

### شهر غير معروف
- وليد الفلوجي: قارئ قرآن (توفي عام 2019).
- إحسان وفيق السامرائي: كاتب وأديب عراقي.

## وفيات

### يناير
- 1 يناير – فهمي سعيد (مواليد 1898)

### مايو
- 10 مايو – إبراهيم أطيمش (مواليد 1873) شاعر عراقي.